# Ernst Pfeiffer (Mediziner)

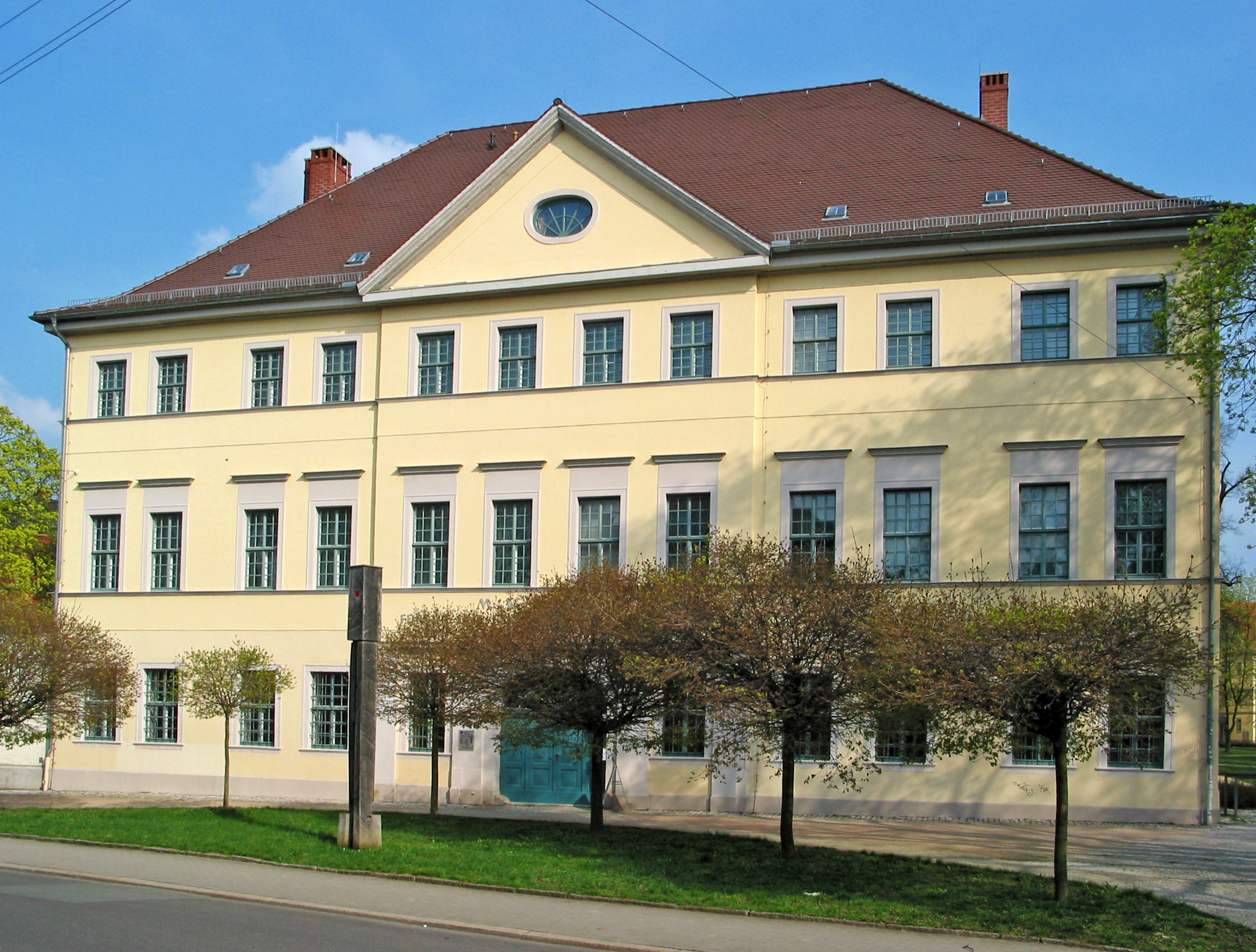
Wirkungsstätte Pfeiffers

Ernst Pfeiffer (geb. 3. November 1870 in Weimar; gest. 21. Januar 1933 in Hamburg) war ein deutscher Arzt und Förderer der Wissenschaften.
Ernst Pfeiffer war Sohn des Arztes Ludwig Pfeiffer. Er studierte in Jena Medizin und schloss das Studium 1895 mit der Promotion ab. Pfeiffer setzte das Werk seines Vaters für das Museum für Ur- und Frühgeschichte Thüringens fort. Er war Vorsitzender der Kommission des Museums und ab 1927 dessen ehrenamtlicher Kurator. In dieser Eigenschaft sorgte er für Beschaffung erheblicher Geldmittel und zugleich für die wissenschaftliche Bearbeitung der Ehringsdorfer Travertinfunde. Pfeiffer war zuletzt auch Präsident der Gesundheitsbehörde in Hamburg.
In Jena-Süd gibt es eine Ernst-Pfeiffer-Straße.